# Nycerella decorata
Nycerella decorata är en spindelart som först beskrevs av Peckham, Peckham 1893.  Nycerella decorata ingår i släktet Nycerella och familjen hoppspindlar. Inga underarter finns listade i Catalogue of Life.